# Margit Bartfeld-Feller
Margit Bartfeld-Feller (Czernowitz, 31 maart 1923) is een schrijfster van Oostenrijkse afkomst die thans in Israël woont.
Na een onbezorgde jeugd in de Joodse burgerij van het multiculturele, en destijds bij Roemenië horende Czernowitz werd zij samen met talrijke lotgenoten in 1941 door de Sovjet-Unie naar Siberië gedeporteerd. De vreselijke ervaringen daar, maar ook haar latere bewogen leven vormen de basis van haar werk.
Als schrijfster was zij een laatbloeier. 32 jaar lang was zij muzieklerares in Tomsk. In 1979 sterft haar man en in 1990 bekomt zij uiteindelijk haar uitreisvisum. Samen met haar dochter, schoonzoon en twee kleinkinderen trekt zij naar Israël.
In enkele decennia na de gebeurtenissen geschreven herinneringsboeken, beschrijft Bartfeld-Feller zowel de onschuldige geneugten van haar schooltijd als de hongerdood van haar vader, zowel de schoonheid als de gevaren van het Siberische landschap. Ook haar huwelijk met Kurt Feller in 1948 en de geboorte van haar dochter Anita in 1954 komen in haar werk voor. 
Haar boeken kenmerken zich door het autobiografsch karakter en een krachtige maar pretentieloze vertelkunst.
In 2013 won Margit Bartfeld-Feller de Theodor-Kramer-prijs.